# Acidovorax
Acidovorax es un género de bacterias gramnegativas de la familia Comamonadaceae. Fue descrito en el año 1990. Su etimología hace referencia a degradación de ácido. Son bacterias aerobias y en general, móviles por flagelo polar. Algunas de sus especies provienen del género Pseudomonas, como Acidovorax facilis, Acidovorax delafieldii, Acidovorax avenae, Acidovorax cattleyae, Acidovorax citrulli y Acidovorax konjaci.
Contiene especies tanto ambientales cómo patógenas de diversas plantas. Por otro lado, algunas de ellas se han aislado también de forma anecdótica en muestras clínicas, como Acidovorax oryzae y Acidovorax wautersii.

## Taxonomía
Actualmente este género contiene 20 especies descritas:
- Acidovorax antarcticus
- Acidovorax anthurii
- Acidovorax avenae
- Acidovorax caeni
- Acidovorax carolinensis
- Acidovorax cattleyae
- Acidovorax citrulli
- Acidovorax defluvii
- Acidovorax delafieldii
- Acidovorax facilis
- Acidovorax kalamii
- Acidovorax konjaci
- Acidovorax lacteus
- Acidovorax monticola
- Acidovorax oryzae
- Acidovorax radicis
- Acidovorax soli
- Acidovorax temperans
- Acidovorax valerianellae
- Acidovorax wautersii